# Nuno Saraiva
Nuno Francisco Puidival Saraiva (Marinha Grande, 16 de marzo de 1994) es un deportista portugués que compite en judo. En los Juegos Europeos de Minsk 2019 consiguió una medalla de plata en la prueba de equipo mixto.

## Palmarés internacional
| Juegos Europeos | Juegos Europeos     | Juegos Europeos  | Juegos Europeos |
| Año             | Lugar               | Medalla          | Categoría       |
| --------------- | ------------------- | ---------------- | --------------- |
| 2019            | Minsk (Bielorrusia) | Medalla de plata | Equipo mixto    |